# Santiago Zacatepec
Santiago Zacatepec es una localidad del estado mexicano de Oaxaca. Es cabecera del municipio de Santiago Zacatepec.

## Demografía
| Censo | Población |
| ----- | --------- |
| 1900  | 1 347     |
| 1910  | 1 261     |
| 1921  | 1 312     |
| 1930  | 1 519     |
| 1940  | 1 479     |
| 1950  | 2 377     |
| 1960  | 2 030     |
| 1970  | 1 986     |
| 1980  | 1 016     |
| 1990  | 2 234     |
| 1995  | 2 698     |
| 2000  | 2 031     |
| 2005  | 2 027     |
| 2010  | 2 151     |
| 2020  | 2 372     |